# واویلوو (باشقیرستان)
واویلوو (انگلیسی: Vavilovo, Bashkortostan) یک شهرک در شهرستان اوفیمسکی استان باشقیرستان کشور روسیه است.